# Horloge à marée

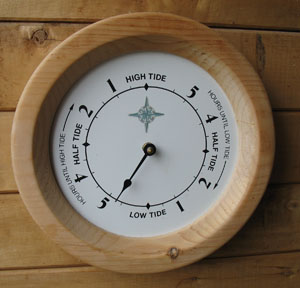
Une horloge à marée.
Sur le secteur à gauche, il y a Hours until high tide (« heures avant la marée haute ») et Half Tide (« demi-marée ») vis-à-vis la graduation. Sur le secteur à droite, il y a Hours until low tide (« heures avant la marée basse ») et Half Tide vis-à-vis la graduation.
L'horloge comprend douze graduations, six pour chaque côté. L'aiguille fait un tour complet en 12 heures et 24 minutes.

Une horloge à marée est un instrument de mesure du temps, fondé sur le mouvement apparent de la Lune autour de la Terre. Le long de très nombreuses côtes, la Lune est le principal facteur (67 %) de l'effet conjugué des forces de gravitation de la Lune et du Soleil causant les marées.
Les horloges à marée marquent le temps moyen qui s'écoule entre les marées hautes lunaires, qui se produisent toutes les 12 heures 25 minutes et 14 secondes.
Il existe aussi des montres à maréographe.